# Fulvo di Borgogna
Il Fulvo di Borgogna è una razza di coniglio europeo, di origine francese. È comparsa in Borgogna all'inizio del ventesimo secolo, per poi diffondersi in tutta la Francia, grazie alla sua notevole velocità di crescita. Si stima sia la razza che conta il maggior numero di allevamenti amatoriali in Francia.
Questo coniglio di taglia media dal caratteristico colore fulvo è allevato come animale da compagnia o per la produzione di carne. Non va confuso con il coniglio nano fulvo, con il quale ha in comune soltanto il colore del manto.

## Origine e concezione della razza
Il Fulvo di Borgogna ha origini molto antiche e da secoli in Borgogna si trovano conigli di colore rosso. Soprattutto in questa regione furono allevati in gran numero, per la loro rusticità, la loro precocità e la raffinatezza della loro carne. Veniva allevato soprattutto con lo scopo di ottenere una grande quantità di carne in poco tempo.
All'epoca il manto non era ancora chiaramente definito. La tonalità dominante era già il rosso, ma alcuni soggetti avevano macchie bianche sul collo, sulla testa e sulle zampe. Albert Renard, qualche anno prima della Prima Guerra mondiale, si impegnò nello stabilire lo standard della razza, fissando certi caratteri peculiari come soprattutto il colore del pelo.. Nel 1919, in un numero della rivista L'Acclimatation, specializzata in animali da cortile, furono pubblicati la storia della razza e gli incroci effettuati. Mediante una selezione drastica dei soggetti al fine di effettuare gli accoppiamenti più appropriati, si raggiunse una riproduttività regolare della razza.. La razza conobbe un discreto sviluppo in Francia e il 22 marzo 1998 fu creata l'unione francese degli allevatori di conigli fulvi di Borgogna a Châtillon-sur-Seine, con l'incarico di promuovere la razza.
Oggi si contano circa 1130 allevatori dichiarati di Fulvo di Borgogna, che detengono circa 9200 animali da riproduzione. La popolazione sembra essere in aumento, dunque la sopravvivenza della razza non è minacciata. È tuttavia oggetto di un programma di conservazione avviato dall'INRA e dalla Fédération française de cuniculture all'interno del progetto di conservazione delle risorse genetiche RESGEN. Per questo, alcuni embrioni e campioni di sperma del Fulvo di Borgogna sono stati prelevati e crioconservati..

## Descrizione

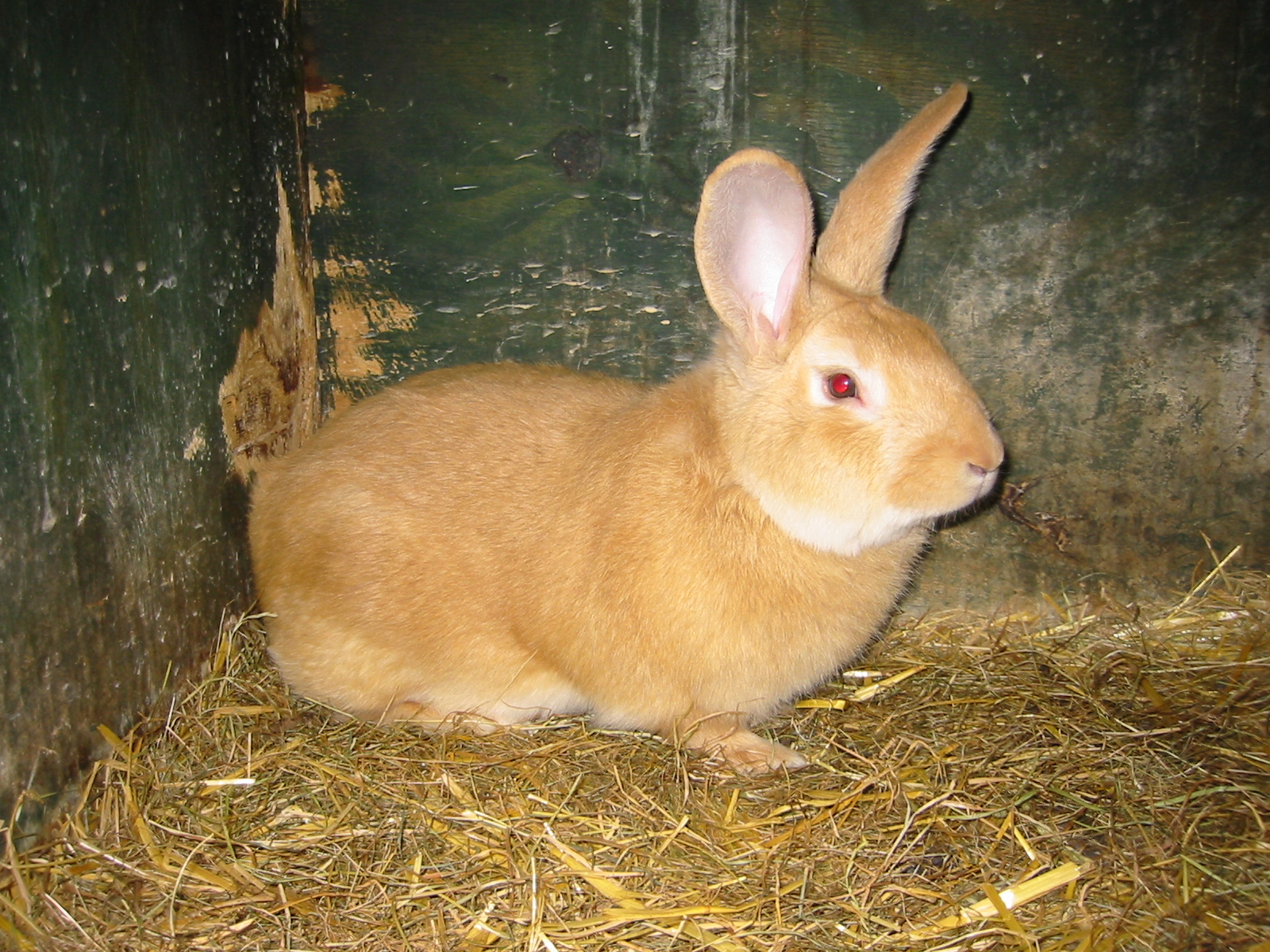
Un Fulvo di Borgogna.

I criteri per stabilire l'appartenenza alla razza sono quelli stabiliti dalla Société française de cuniculiculture dall'aprile 1914.

### Testa, occhi e orecchie
Nel maschio, la testa è robusta, larga e ben attaccata al corpo. Nella femmina invece è più allungata.. La fronte è ampia, il naso abbastanza pronunciato e le guance ben riempite. Per quanto riguarda gli occhi, hanno l'iride marrone e sono molto aperti. Una prominenza o un affossamento eccessivi degli occhi sono considerati come un difetto nelle valutazioni dei concorsi..
Le orecchie sono pelose, molto vicine tra loro, e robuste grazie alla solida giuntura cartilaginea alla base. Devono essere ben dritte, con una leggera piegatura a « V » sulla parte superiore. Arrotondate alle estremità, la loro lunghezza ideale è tra 11,5 cm e 12,5 cm..

### Corpo e pelliccia
La parte anteriore deve avere una larghezza uguale a quella posteriore. Le spalle, molto sviluppate in larghezza, sono ben attaccate al corpo. Il petto è largo, le costole formano una gabbia toracica ampia e lo sterno non deve essere pronunciato. Il collo deve essere corto e piuttosto muscoloso; la nuca è robusta e poco visibile. La porzione di pelle che pende sotto il mento, detta giogaia, è normalmente presente nella femmina..
La parte posteriore del corpo deve essere muscolosa e ben riempita, senza vistose protuberanze ossee. La linea dorsale è leggermente bombata. La coda parte dalla base della schiena, è dritta e ben attaccata ai glutei..
Gli arti anteriori devono essere robusti, corti e dritti. Le unghie non devono essere nere. Per quanto riguarda gli arti posteriori, le cosce devono essere serrate al corpo..
Il pelo è denso e misura in media 35 mm. Il colore è fulvo e uniforme, più chiaro intorno agli occhi e sotto la coda, la pancia e il mento.

### Dimorfismo sessuale
La pelle del maschio diviene più spessa con l'età, la sua testa è più larga, il petto più sviluppato e gli arti, come nelle altre razze, sono più muscolosi. La femmina pesa di più, ha la testa più sottile e il corpo più allungato.

## Attitudini
Il Fulvo di Borgogna raggiunge la sua taglia adulta verso i cinque mesi di età e può cominciare a riprodursi a partire dai cinque o sei mesi. La prolificità è tuttavia nella media (tra sette e nove cuccioli per parto), sebbene il numero di parti è di quattro o cinque per anno, perfino otto negli allevamenti intensivi. È molto socievole ed è quindi un eccellente animale da compagnia.
Si tratta di un coniglio tarchiato e resistente; la sua crescita è molto rapida: raggiunge generalmente un peso di circa 3 chili a tre o quattro mesi di età. Il suo peso ideale secondo lo standard francese si colloca, come per tutte le razze di taglia media, tra 4 e 4,5 chili.
Per la produzione di carne, il Fulvo di Borgogna può essere allevato in razza pura ma è anche spesso incrociato con altre razze come il neozelandese o il californiano. Produce una carne saporita e piuttosto magra rispetto a quella degli altri conigli.
Può essere colpito da diverse malattie ereditarie come la malattia dei muscoli bianchi, il prognatismo mandibolare o il glaucoma congenito.